# コートにすみれを
「コートにすみれを」（Violets for Your Furs）は、ジャズのスタンダードナンバーの一つ。トム・アデアの詞にマット・デニスが曲をつけた1941年の作品であり、トミー・ドーシーのオーケストラがフランク・シナトラのボーカルで最初に録音した。その後はナット・アダレイやビリー・ホリディも収録した。
当時シナトラに関わっていたラナ・ターナーの事を歌ったという。ターナーはしばしば彼女の毛皮に固定された花を着ていた。

## 主な録音
- フランク・シナトラ（1954）
- ビバリー・ケニー（1956）
- ジョン・コルトレーン（1957）
- ユタ・ヒップ（1957）
- ビリー・ホリデイ（1958）
- チェット・ベイカー（1959）
- J.R.モンテローズ（1959）
- ナット・アダレイ（1960）
- デイヴ・ブルーベック・カルテット（1964）
- バリー・マニロウ（2007）